# Llista de poblacions monosíl·labes de Catalunya
Aquesta llista agrupa les entitats de població de Catalunya el nom de les quals és un monosíl·lab. Es concentren sobretot al nord del país.
| Nom   | Comarca        | Ref.            |
| ----- | -------------- | --------------- |
| Sort  | Pallars Sobirà | [ 1 ]           |
| Tost  | Pallars Sobirà | [ 1 ]           |
| Llesp | Alta Ribagorça | [ 1 ]           |
| Cercs | Berguedà       | [ 1 ]           |
| Vic   | Osona          | [ 1 ]           |
| Salt  | Gironès        | [ 1 ]           |
| Quart | Gironès        | [ 1 ]           |
| Llers | Alt Empordà    | [ 1 ]           |
| Pals  | Baix Empordà   | [ 1 ]           |
| Far   | Alt Empordà    | [ 1 ]           |
| Ponts | Noguera        | [ 1 ]           |
| Pas   | Noguera        | [ 1 ]           |
| Alp   | Baixa Cerdanya | [ 1 ]           |
| Das   | Baixa Cerdanya | [ 1 ]           |
| Ger   | Baixa Cerdanya | [ 1 ]           |
| Guils | Baixa Cerdanya | [ 1 ]           |
| Prats | Baixa Cerdanya | [ 1 ]           |
| Bot   | Terra Alta     | [ 1 ]           |
| Gurb  | Osona          | [ 1 ]           |
| Les   | Vall d'Aran    | [ 1 ]           |
| Pau   | Alt Empordà    | [ 1 ]           |
| Sils  | Selva          | [ 1 ]           |
| Tremp | Pallars Jussà  | [ 1 ]           |
| Valls | Alt Camp       | [ 1 ]           |
| Er    | Alta Cerdanya  | [ 1 ]           |
| Llo   | Alta Cerdanya  | [ 1 ]           |
| Ars   | Alt Urgell     | [ 1 ]           |
| Gra   | Segarra        | [ 1 ]           |
| Sants | Barcelonès     | [ 1 ]           |
| Prat  | Barcelonès     | [ 1 ]           |
| Corts | Barcelonès     | [ 1 ]           |
| Flix  | Ribera d'Ebre  | [ 1 ]           |
| Pacs  | Penedès        | [ 1 ]           |
| Reus  | Baix Camp      | [ cal citació ] |
| Bor   | Baixa Cerdanya | [ cal citació ] |
| Prat  | Bages          | [ cal citació ] |
| Cerc  | Alt Urgell     | [ cal citació ] |
| Ges   | Alt Urgell     | [ cal citació ] |
| Jóc   | Conflent       | [ cal citació ] |
| Lles  | Baixa Cerdanya | [ cal citació ] |
| Nyer  | Conflent       | [ cal citació ] |
| Oms   | Rosselló       | [ cal citació ] |
| Os    | Noguera        | [ cal citació ] |
| Pi    | Baixa Cerdanya | [ cal citació ] |
| Prat  | Bages          | [ cal citació ] |
| Riu   | Baixa Cerdanya | [ cal citació ] |
| Su    | Solsonès       | [ cal citació ] |
| Tec   | Vallespir      | [ cal citació ] |
| Tor   | Pallars Sobirà | [ cal citació ] |
| Tor   | Baix Empordà   | [ cal citació ] |
| Tor   | Alta Cerdanya  | [ cal citació ] |
| Ur    | Alta Cerdanya  | [ cal citació ] |
| Grus  | Baixa Cerdanya | [ cal citació ] |
| Urtx  | Baixa Cerdanya | [ cal citació ] |